# Eliminatórias da Copa do Mundo FIFA de 2010 - América do Sul
A zona sul-americana das eliminatórias para a Copa do Mundo FIFA de 2010 foi disputada pelas 10 seleções afiliadas a Confederação Sul-Americana de Futebol (CONMEBOL) competindo por 4 vagas na África do Sul, onde pode haver um quinto classificado, caso o campeão da repescagem seja sul-americano. O formato foi idêntico ao das eliminatórias anteriores com todas as seleções integrando um grupo único em partidas de ida e volta. Duas rodadas por semana foram programadas para minimizar o desgaste com viagens, principalmente para os jogadores que atuam na Europa.
Brasil, Chile, Paraguai e Argentina finalizaram nas quatro primeiras colocações e se classificaram automaticamente para a Copa do Mundo de 2010. O quinto colocado Uruguai enfrentou a Costa Rica, equipe que finalizou em quarto na CONCACAF, e conquistou a vaga na repescagem.

## Classificação
| Pos | Equipe    | Pts | J  | V  | E | D  | GP | GC | SG  | Classificado                |  | BRA | CHI | PAR | ARG | URU | ECU | COL | VEN | BOL | PER |
| --- | --------- | --- | -- | -- | - | -- | -- | -- | --- | --------------------------- |  | --- | --- | --- | --- | --- | --- | --- | --- | --- | --- |
| 1   | Brasil    | 34  | 18 | 9  | 7 | 2  | 33 | 11 | +22 | Copa do Mundo de 2010       |  | —   | 4–2 | 2–1 | 0–0 | 2–1 | 5–0 | 0–0 | 0–0 | 0–0 | 3–0 |
| 2   | Chile     | 33  | 18 | 10 | 3 | 5  | 32 | 22 | +10 | Copa do Mundo de 2010       |  | 0–3 | —   | 0–3 | 1–0 | 0–0 | 1–0 | 4–0 | 2–2 | 4–0 | 2–0 |
| 3   | Paraguai  | 33  | 18 | 10 | 3 | 5  | 24 | 16 | +8  | Copa do Mundo de 2010       |  | 2–0 | 0–2 | —   | 1–0 | 1–0 | 5–1 | 0–2 | 2–0 | 1–0 | 1–1 |
| 4   | Argentina | 28  | 18 | 8  | 4 | 6  | 23 | 20 | +3  | Copa do Mundo de 2010       |  | 1–3 | 2–0 | 1–1 | —   | 2–1 | 1–1 | 1–0 | 4–0 | 3–0 | 2–1 |
| 5   | Uruguai   | 24  | 18 | 6  | 6 | 6  | 28 | 20 | +8  | Repescagem intercontinental |  | 0–4 | 2–2 | 2–0 | 0–1 | —   | 0–0 | 3–1 | 1–1 | 5–0 | 6–0 |
| 6   | Equador   | 23  | 18 | 6  | 5 | 7  | 22 | 26 | −4  | Eliminados                  |  | 1–1 | 1–1 | 1–1 | 2–0 | 1–2 | —   | 0–0 | 0–1 | 3–1 | 5–1 |
| 7   | Colômbia  | 23  | 18 | 6  | 5 | 7  | 14 | 18 | −4  | Eliminados                  |  | 0–0 | 2–4 | 0–1 | 2–1 | 0–1 | 2–0 | —   | 1–0 | 2–0 | 1–0 |
| 8   | Venezuela | 22  | 18 | 6  | 4 | 8  | 23 | 29 | −6  | Eliminados                  |  | 0–4 | 2–3 | 1–2 | 0–2 | 2–2 | 3–1 | 2–0 | —   | 5–3 | 3–1 |
| 9   | Bolívia   | 15  | 18 | 4  | 3 | 11 | 22 | 36 | −14 | Eliminados                  |  | 2–1 | 0–2 | 4–2 | 6–1 | 2–2 | 1–3 | 0–0 | 0–1 | —   | 3–0 |
| 10  | Peru      | 13  | 18 | 3  | 4 | 11 | 11 | 34 | −23 | Eliminados                  |  | 1–1 | 1–3 | 0–0 | 1–1 | 1–1 | 1–2 | 1–1 | 1–0 | 1–0 | —   |

Em 24 de novembro de 2008, a FIFA suspendeu o Peru de todas as competições internacionais devido a interferência do governo local na Federação Peruana de Futebol. A suspensão foi revogada em 20 de dezembro de 2008.

## Resultados

### Primeira rodada
| 13 de outubro de 2007 | Uruguai                                                      | 5 – 0     | Bolívia | Estádio Centenário, Montevidéu            |
| 16:30 (UTC-3)         | Suárez 4' · Forlán 38' · Abreu 48' · Sánchez 67' · Bueno 82' | Relatório |         | Público: 25,200 Árbitro: CHI Rubén Selmán |

| 13 de outubro de 2007 | Argentina         | 2 – 0     | Chile | Estádio Monumental de Nuñez, Buenos Aires   |
| 17:40 (UTC-3)         | Riquelme 26', 45' | Relatório |       | Público: 55,000 Árbitro: URU Martín Vásquez |

| 13 de outubro de 2007 | Equador | 0 – 1     | Venezuela | Estádio Olímpico Atahualpa, Quito        |
| 17:50 (UTC-5)         |         | Relatório | Rey 67'   | Público: 29,644 Árbitro: BOL René Ortubé |

| 13 de outubro de 2007 | Peru | 0 – 0     | Paraguai | Estádio Monumental, Lima                  |
| 20:00 (UTC-5)         |      | Relatório |          | Público: 50,000 Árbitro: BRA Carlos Simon |

| 14 de outubro de 2007 | Colômbia | 0 – 0     | Brasil | Estádio El Campín, Bogotá                    |
| 16:00 (UTC-5)         |          | Relatório |        | Público: 41,000 Árbitro: PAR Carlos Amarilla |

### Segunda rodada
| 16 de outubro de 2007 | Venezuela | 0 – 2     | Argentina              | Estádio José "Pachencho" Romero, Maracaibo |
| 20:40 (UTC-4)         |           | Relatório | Milito 15' · Messi 18' | Público: 10,600 Árbitro: BRA Carlos Simon  |

| 17 de outubro de 2007 | Bolívia | 0 – 0     | Colômbia | Estádio Hernando Siles, La Paz                |
| 16:00 (UTC-4)         |         | Relatório |          | Público: 19,469 Árbitro: ECU Mauricio Reinoso |

| 17 de outubro de 2007 | Chile                     | 2 – 0     | Peru | Estádio Nacional, Santiago              |
| 19:10 (UTC-4)         | Suazo 11' · Fernández 51' | Relatório |      | Público: 58,000 Árbitro: COL Óscar Ruiz |

| 17 de outubro de 2007 | Paraguai   | 1 – 0     | Uruguai | Estádio Defensores del Chaco, Assunção       |
| 18:10 (UTC-4)         | Valdez 15' | Relatório |         | Público: 23,200 Árbitro: ARG Héctor Baldassi |

| 17 de outubro de 2007 | Brasil                                                       | 5 – 0     | Equador | Estádio do Maracanã, Rio de Janeiro          |
| 21:45 (UTC-3)         | Vágner Love 18' · Ronaldinho 71' · Kaká 76', 84' · Elano 82' | Relatório |         | Público: 87,000 Árbitro: URU Jorge Larrionda |

### Terceira rodada
| 17 de novembro de 2007 | Argentina                      | 3 – 0     | Bolívia | Estádio Monumental de Nuñez, Buenos Aires  |
| 16:00 (UTC-3)          | Agüero 41' · Riquelme 57', 74' | Relatório |         | Público: 43,308 Árbitro: PER Víctor Rivera |

| 17 de novembro de 2007 | Colômbia   | 1 – 0     | Venezuela | Estádio El Campín, Bogotá                 |
| 16:10 (UTC-5)          | Bustos 82' | Relatório |           | Público: 28,273 Árbitro: CHI Rubén Selman |

| 17 de novembro de 2007 | Paraguai                                                  | 5 – 1     | Equador      | Estádio Defensores del Chaco, Assunção   |
| 20:10 (UTC-4)          | Valdez 9' · Riveros 27', 88' · Santa Cruz 51' · Ayala 83' | Relatório | Kaviedes 80' | Público: 25,433 Árbitro: BRA Héber Lopes |

| 18 de novembro de 2007 | Peru       | 1 – 1     | Brasil   | Estádio Monumental, Lima                   |
| 16:10 (UTC-5)          | Vargas 71' | Relatório | Kaká 40' | Público: 45,847 Árbitro: PAR Carlos Torres |

| 18 de novembro de 2007 | Uruguai                | 2 – 2     | Chile                | Estádio Centenário, Montevidéu               |
| 17:00 (UTC-3)          | Suárez 41' · Abreu 81' | Relatório | Salas 59', 69' (pen) | Público: 35,000 Árbitro: ARG Sergio Pezzotta |

### Quarta rodada
| 20 de novembro de 2007 | Venezuela                                            | 5 – 3     | Bolívia                    | Estádio Pueblo Nuevo, San Cristóbal         |
| 18:40 (UTC-4)          | Arismendi 20', 40' · Guerra 82' · Maldonado 87', 89' | Relatório | Moreno 19', 78' · Arce 27' | Público: 18,632 Árbitro: BRA Sálvio Spínola |

| 20 de novembro de 2007 | Colômbia                   | 2 – 1     | Argentina | Estádio El Campín, Bogotá                    |
| 19:50 (UTC-5)          | Bustos 62' · D. Moreno 83' | Relatório | Messi 36' | Público: 41,700 Árbitro: URU Jorge Larrionda |

| 21 de novembro de 2007 | Equador                                         | 5 – 1     | Peru        | Estádio Olímpico Atahualpa, Quito           |
| 16:30 (UTC-5)          | Ayovi 10', 48' · Kaviedes 24' · Méndez 44', 62' | Relatório | Mendoza 86' | Público: 28,557 Árbitro: CHI Carlos Chandía |

| 21 de novembro de 2007 | Brasil                | 2 – 1     | Uruguai  | Estádio do Morumbi, São Paulo                |
| 21:45 (UTC-3)          | Luís Fabiano 44', 64' | Relatório | Abreu 8' | Público: 70,000 Árbitro: ARG Héctor Baldassi |

| 21 de novembro de 2007 | Chile | 0 – 3     | Paraguai                          | Estádio Nacional, Santiago              |
| 22:30 (UTC-4)          |       | Relatório | Cabañas 24' · da Silva 45+2', 57' | Público: 52,320 Árbitro: COL Óscar Ruiz |

### Quinta rodada
| 14 de junho de 2008 | Uruguai    | 1 – 1     | Venezuela  | Estádio Centenário, Montevidéu                |
| 16:00 (UTC-3)       | Lugano 12' | Relatório | Vargas 56' | Público: 41,831 Árbitro: ECU Alfredo Intriago |

| 14 de junho de 2008 | Peru       | 1 – 1     | Colômbia     | Estádio Monumental, Lima                   |
| 20:00 (UTC-5)       | Mariño 40' | Relatório | Rodallega 8' | Público: 25,000 Árbitro: PAR Carlos Torres |

| 15 de junho de 2008 | Paraguai                     | 2 – 0     | Brasil | Estádio Defensores del Chaco, Assunção       |
| 16:00 (UTC-3)       | Santa Cruz 26' · Cabañas 49' | Relatório |        | Público: 38,000 Árbitro: URU Jorge Larrionda |

| 15 de junho de 2008 | Argentina     | 1 – 1     | Equador     | Estádio Monumental de Nuñes, Buenos Aires |
| 18:10 (UTC-3)       | Palacio 90+3' | Relatório | Urrutia 68' | Público: 41,167 Árbitro: BOL René Ortubé  |

| 15 de junho de 2008 | Bolívia | 0 – 2     | Chile          | Estádio Hernando Siles, La Paz                  |
| 19:20 (UTC-4)       |         | Relatório | Medel 29', 76' | Público: 27,722 Árbitro: PER Víctor Hugo Rivera |

### Sexta rodada
| 17 de junho de 2008 | Uruguai                                                | 6 – 0     | Peru | Estádio Centenário, Montevidéu          |
| 19:00 (UTC-3)       | Forlán 8', 38' (pen), 57' · Bueno 61', 69' · Abreu 90' | Relatório |      | Público: 20,016 Árbitro: CHI Pablo Pozo |

| 18 de junho de 2008 | Bolívia                                           | 4 – 2     | Paraguai                    | Estádio Hernando Siles, La Paz              |
| 16:00 (UTC-4)       | Botero 23', 70' · García 25' · Marcelo Moreno 76' | Relatório | Santa Cruz 66' · Valdez 82' | Público: 8,561 Árbitro: BRA Leonardo Gaciba |

| 18 de junho de 2008 | Equador | 0 – 0     | Colômbia | Estádio Olímpico Atahualpa, Quito            |
| 17:00 (UTC-5)       |         | Relatório |          | Público: 33,588 Árbitro: ARG Héctor Baldassi |

| 18 de junho de 2008 | Brasil | 0 – 0     | Argentina | Estádio Mineirão, Belo Horizonte        |
| 21:50 (UTC-3)       |        | Relatório |           | Público: 65,000 Árbitro: COL Óscar Ruiz |

| 19 de junho de 2008 | Venezuela                  | 2 – 3     | Chile                             | Estádio José Antonio Anzoátegui, Puerto La Cruz |
| 20:00 (UTC-4)       | Maldonado 59' · Arango 80' | Relatório | Suazo 65' (pen), 90+2' · Jara 72' | Público: 38,000 Árbitro: URU Roberto Silvera    |

### Sétima rodada
| 6 de setembro de 2008 | Argentina  | 1 – 1     | Paraguai          | Estádio Monumental de Nuñes, Buenos Aires |
| 16:00 (UTC-3)         | Agüero 60' | Relatório | Heinze 13' (g.c.) | Público: 46,250 Árbitro: BRA Carlos Simon |

| 6 de setembro de 2008 | Equador                                      | 3 – 1     | Bolívia    | Estádio Olímpico Atahualpa, Quito       |
| 16:10 (UTC-5)         | Caicedo 21' · Méndez 51' (pen) · Benítez 72' | Relatório | Botero 40' | Público: 35,000 Árbitro: CHI Pablo Pozo |

| 6 de setembro de 2008 | Colômbia | 0 – 1     | Uruguai    | Estádio El Campín, Bogotá                    |
| 18:20 (UTC-5)         |          | Relatório | Eguren 15' | Público: 35,024 Árbitro: BRA Leonardo Gaciba |

| 6 de setembro de 2008 | Peru     | 1 – 0     | Venezuela | Estádio Monumental, Lima                     |
| 20:30 (UTC-5)         | Alva 39' | Relatório |           | Público: 25,000 Árbitro: BOL Óscar Maldonado |

| 7 de setembro de 2008 | Chile | 0 – 3     | Brasil                              | Estádio Nacional, Santiago                 |
| 21:00 (UTC-4)         |       | Relatório | Luís Fabiano 21', 83' · Robinho 44' | Público: 60,239 Árbitro: PAR Carlos Torres |

### Oitava rodada
| 9 de setembro de 2008 | Paraguai                 | 2 – 0     | Venezuela | Estádio Defensores del Chaco, Assunção       |
| 20:00 (UTC-4)         | Riveros 28' · Valdez 45' | Relatório |           | Público: 31,867 Árbitro: ARG Héctor Baldassi |

| 10 de setembro de 2008 | Uruguai | 0 – 0     | Equador | Estádio Centenário, Montevidéu          |
| 17:40 (UTC-3)          |         | Relatório |         | Público: 45,000 Árbitro: COL Óscar Ruiz |

| 10 de setembro de 2008 | Chile                                              | 4 – 0     | Colômbia | Estádio Nacional, Santiago                   |
| 18:40 (UTC-4)          | Jara 26' · Suazo 38' · Fuentes 48' · Fernández 71' | Relatório |          | Público: 47,459 Árbitro: URU Jorge Larrionda |

| 10 de setembro de 2008 | Brasil | 0 – 0     | Bolívia | Estádio Olímpico João Havelange, Rio de Janeiro |
| 21:50 (UTC-3)          |        | Relatório |         | Público: 31,422 Árbitro: ECU Alfredo Intriago   |

| 10 de setembro de 2008 | Peru       | 1 – 1     | Argentina     | Estádio Monumental, Lima                     |
| 21:30 (UTC-5)          | Fano 90+3' | Relatório | Cambiasso 82' | Público: 40,000 Árbitro: PAR Carlos Amarilla |

### Nona rodada
| 11 de outubro de 2008 | Bolívia                     | 3 – 0     | Peru | Estádio Hernando Siles, La Paz                 |
| 15:00 (UTC-4)         | Botero 3', 16' · García 81' | Relatório |      | Público: 23,147 Árbitro: COL Hernando Buitrago |

| 11 de outubro de 2008 | Argentina             | 2 – 1     | Uruguai    | Estádio Monumental de Núñez, Buenos Aires  |
| 18:10 (UTC-3)         | Messi 5' · Agüero 12' | Relatório | Lugano 39' | Público: 42,421 Árbitro: PAR Carlos Torres |

| 11 de outubro de 2008 | Colômbia | 0 – 1     | Paraguai   | Estádio El Campín, Bogotá                 |
| 18:20 (UTC-5)         |          | Relatório | Cabañas 9' | Público: 26,000 Árbitro: ARG Pablo Lunati |

| 12 de outubro de 2008 | Venezuela | 0 – 4     | Brasil                                  | Estadio Polideportivo de Pueblo Nuevo, San Cristóbal |
| 15:30 (UTC-4:30)      |           | Relatório | Kaká 6' · Robinho 9', 66' · Adriano 19' | Público: 38,000 Árbitro: PER Víctor Rivera           |

| 12 de outubro de 2008 | Equador     | 1 – 0     | Chile | Estádio Olímpico Atahualpa, Quito           |
| 16:55 (UTC-5)         | Benítez 70' | Relatório |       | Público: 33,079 Árbitro: URU Martín Vásquez |

### Décima rodada
| 14 de outubro de 2008 | Bolívia         | 2 – 2     | Uruguai               | Estádio Hernando Siles, La Paz               |
| 16:00 (UTC-4)         | Moreno 15', 41' | Relatório | Bueno 64' · Abreu 88' | Público: 21,075 Árbitro: ARG Héctor Baldassi |

| 15 de outubro de 2008 | Paraguai    | 1 – 0     | Peru | Estádio Defensores del Chaco, Assunção      |
| 17:10 (UTC-4)         | Cardozo 81' | Relatório |      | Público: 31,545 Árbitro: BRA Sálvio Spínola |

| 15 de outubro de 2008 | Chile        | 1 – 0     | Argentina | Estádio Nacional, Santiago              |
| 20:15 (UTC-3)         | Orellana 35' | Relatório |           | Público: 65,000 Árbitro: COL Óscar Ruiz |

| 15 de outubro de 2008 | Venezuela                               | 3 – 1     | Equador  | Olímpico Luis Ramos, Puerto la Cruz        |
| 20:30 (UTC-4:30)      | Maldonado 48' · Moreno 56' · Arango 67' | Relatório | Mina 12' | Público: 10,581 Árbitro: CHI Enrique Osses |

| 15 de outubro de 2008 | Brasil | 0 – 0     | Colômbia | Estádio do Maracanã, Rio de Janeiro       |
| 22:00 (UTC-3)         |        | Relatório |          | Público: 54,910 Árbitro: CHI Rubén Selmán |

### Décima primeira rodada
| 28 de março de 2009 | Uruguai                 | 2 – 0     | Paraguai | Estádio Centenário, Montevidéu            |
| 17:00 (UTC-3)       | Forlán 28' · Lugano 57' | Relatório |          | Público: 45,000 Árbitro: BRA Carlos Simon |

| 28 de março de 2009 | Argentina                                          | 4 – 0     | Venezuela | Estádio Monumental de Núñez, Buenos Aires  |
| 19:10 (UTC-3)       | Messi 25' · Tévez 47' · Rodríguez 51' · Agüero 72' | Relatório |           | Público: 46,085 Árbitro: PER Víctor Rivera |

| 28 de março de 2009 | Colômbia                  | 2 – 0     | Bolívia | Estádio El Campín, Bogotá                     |
| 19:30 (UTC-5)       | Torres 26' · Rentería 88' | Relatório |         | Público: 22,044 Árbitro: ECU Alfredo Intriago |

| 29 de março de 2009 | Equador   | 1 – 1     | Brasil             | Estádio Olímpico Atahualpa, Quito           |
| 16:00 (UTC-5)       | Noboa 89' | Relatório | Júlio Baptista 72' | Público: 40,000 Árbitro: CHI Carlos Chandía |

| 29 de março de 2009 | Peru     | 1 – 3     | Chile                                        | Estádio Monumental, Lima                     |
| 18:10 (UTC-5)       | Fano 34' | Relatório | Sánchez 2' · Suazo 32' (pen) · Fernández 70' | Público: 48,700 Árbitro: PAR Carlos Amarilla |

### Décima segunda rodada
| 31 de março de 2009 | Venezuela              | 2 – 0     | Colômbia | Polideportivo Cachamay, Puerto Ordaz    |
| 20:00 (UTC-4:30)    | Fedor 78' · Arango 82' | Relatório |          | Público: 35,000 Árbitro: CHI Pablo Pozo |

| 1 de abril de 2009 | Bolívia                                                             | 6 – 1     | Argentina    | Estádio Hernando Siles, La Paz              |
| 15:30 (UTC-4)      | Moreno 12' · Botero 34' (pen), 55', 66' · da Rosa 45' · Torrico 87' | Relatório | González 25' | Público: 30,487 Árbitro: URU Martín Vázquez |

| 1 de abril de 2009 | Equador   | 1 – 1     | Paraguai      | Estádio Olímpico Atahualpa, Quito          |
| 16:20 (UTC-5)      | Noboa 63' | Relatório | Benítez 90+2' | Público: 36,853 Árbitro: COL Wilmar Roldán |

| 1 de abril de 2009 | Chile | 0 – 0     | Uruguai | Estádio Nacional, Santiago                   |
| 19:10 (UTC-4)      |       | Relatório |         | Público: 55,000 Árbitro: ARG Héctor Baldassi |

| 1 de abril de 2009 | Brasil                                        | 3 – 0     | Peru | Estádio Beira-Rio, Porto Alegre             |
| 22:10 (UTC-3)      | Luís Fabiano 18' (pen), 27' · Felipe Melo 64' | Relatório |      | Público: 55,000 Árbitro: ARG Sergio Pezzota |

### Décima terceira rodada
| 6 de junho de 2009 | Uruguai | 0 – 4     | Brasil                                                          | Estádio Centenário, Montevidéu            |
| 16:00 (UTC-3)      |         | Relatório | Daniel Alves 12' · Juan 36' · Luís Fabiano 52' · Kaká 75' (pen) | Público: 52,000 Árbitro: ARG Saúl Laverni |

| 6 de junho de 2009 | Bolívia | 0 – 1     | Venezuela         | Estádio Hernando Siles, La Paz           |
| 16:50 (UTC-4)      |         | Relatório | Rivero 32' (g.c.) | Público: 23,427 Árbitro: ECU Carlos Vera |

| 6 de junho de 2009 | Argentina | 1 – 0     | Colômbia | Estádio Monumental de Nuñez, Buenos Aires |
| 18:00 (UTC-3)      | Díaz 55'  | Relatório |          | Público: 55,000 Árbitro: BOL René Ortubé  |

| 6 de junho de 2009 | Paraguai | 0 – 2     | Chile                     | Estádio Defensores del Chaco, Assunção      |
| 18:50 (UTC-4)      |          | Relatório | Fernández 13' · Suazo 51' | Público: 34,000 Árbitro: ARG Sergio Pezzota |

| 7 de junho de 2009 | Peru       | 1 – 2     | Equador                   | Estádio Monumental, Lima                   |
| 15:30 (UTC-5)      | Vargas 52' | Relatório | Montero 38' · Tenorio 58' | Público: 17,050 Árbitro: PAR Carlos Torres |

### Décima quarta rodada
| 10 de junho de 2009 | Equador                  | 2 – 0     | Argentina | Estádio Olímpico Atahualpa, Quito           |
| 16:00 (UTC-5)       | Ayoví 72' · Palacios 83' | Relatório |           | Público: 36,359 Árbitro: CHI Carlos Chandía |

| 10 de junho de 2009 | Colômbia   | 1 – 0     | Peru | Estádio Atanasio Girardot, Medellín       |
| 18:00 (UTC-5)       | García 25' | Relatório |      | Público: 32,300 Árbitro: BRA Carlos Simon |

| 10 de junho de 2009 | Venezuela              | 2 – 2     | Uruguai                 | Polideportivo Cachamay, Puerto Ordaz        |
| 20:30 (UTC-4:30)    | Maldonado 9' · Rey 74' | Relatório | Suárez 60' · Forlán 72' | Público: 37,000 Árbitro: BRA Sálvio Spínola |

| 10 de junho de 2009 | Chile                                           | 4 – 0     | Bolívia | Estádio Nacional, Santiago                   |
| 21:00 (UTC-4)       | Beausejour 44' · Estrada 74' · Sánchez 77', 89' | Relatório |         | Público: 60,214 Árbitro: URU Roberto Silvera |

| 10 de junho de 2009 | Brasil                   | 2 – 1     | Paraguai    | Estádio do Arruda, Recife               |
| 21:50 (UTC-3)       | Robinho 40' · Nilmar 50' | Relatório | Cabañas 25' | Público: 56,682 Árbitro: COL Óscar Ruiz |

### Décima quinta rodada
| 5 de setembro de 2009 | Peru        | 1 – 0     | Uruguai | Estádio Monumental, Lima                    |
| 15:30 (UTC-5)         | Rengifo 86' | Relatório |         | Público: 15,000 Árbitro: CHI Carlos Chandía |

| 5 de setembro de 2009 | Colômbia                       | 2 – 0     | Equador | Estádio Atanasio Girardot, Medellín         |
| 15:30 (UTC-5)         | Martínez 82' · Gutiérrez 90+4' | Relatório |         | Público: 42,000 Árbitro: ARG Sergio Pezzota |

| 5 de setembro de 2009 | Paraguai            | 1 – 0     | Bolívia | Estádio Defensores del Chaco, Assunção            |
| 18:30 (UTC-4)         | Cabañas 45+1' (pen) | Relatório |         | Público: 25,094 Árbitro: PER Víctor Hugo Carrillo |

| 5 de setembro de 2009 | Argentina  | 1 – 3     | Brasil                             | Estádio Gigante de Arroyito, Rosário    |
| 21:30 (UTC-3)         | Dátolo 65' | Relatório | Luisão 23' · Luís Fabiano 30', 68' | Público: 37,000 Árbitro: COL Óscar Ruiz |

| 5 de setembro de 2009 | Chile                  | 2 – 2     | Venezuela               | Estádio Monumental David Arellano, Santiago |
| 21:30 (UTC-4)         | Vidal 10' · Millar 52' | Relatório | Maldonado 33' · Rey 45' | Público: 44,000 Árbitro: BOL René Ortubé    |

### Décima sexta rodada
| 9 de setembro de 2009 | Bolívia       | 1 – 3     | Equador                                | Estádio Hernando Siles, La Paz               |
| 15:00 (UTC-4)         | Yecerotte 85' | Relatório | Méndez 4' · Valencia 46' · Benítez 66' | Público: 10,200 Árbitro: ARG Héctor Baldassi |

| 9 de setembro de 2009 | Uruguai                             | 3 – 1     | Colômbia     | Estádio Centenário, Montevidéu             |
| 18:00 (UTC-3)         | Suárez 7' · Scotti 77' · Eguren 87' | Relatório | Martínez 63' | Público: 30,000 Árbitro: PAR Carlos Torres |

| 9 de setembro de 2009 | Paraguai   | 1 – 0     | Argentina | Estádio Defensores del Chaco, Assunção      |
| 19:00 (UTC-4)         | Valdez 27' | Relatório |           | Público: 38,000 Árbitro: BRA Sálvio Spínola |

| 9 de setembro de 2009 | Venezuela                   | 3 – 1     | Peru                 | Estádio José Antonio Anzoátegui, Puerto La Cruz |
| 20:30 (UTC-4:30)      | Fedor 33', 52' · Vargas 65' | Relatório | Fuenmayor 41' (g.c.) | Público: 31,703 Árbitro: ECU Carlos Vera        |

| 9 de setembro de 2009 | Brasil                                    | 4 – 2     | Chile                  | Estádio de Pituaçu, Salvador                 |
| 22:00 (UTC-3)         | Nilmar 31', 74', 76' · Júlio Baptista 40' | Relatório | Suazo 45+1' (pen), 52' | Público: 30,000 Árbitro: URU Jorge Larrionda |

### Décima sétima rodada
| 10 de outubro de 2009 | Colômbia                  | 2 – 4     | Chile                                               | Estádio Atanasio Girardot, Medellín        |
| 17:00 (UTC-5)         | Martínez 14' · Moreno 53' | Relatório | Ponce 34' · Suazo 35' · Valdivia 71' · Orellana 78' | Público: 18,000 Árbitro: PER Víctor Rivera |

| 10 de outubro de 2009 | Equador      | 1 – 2     | Uruguai                         | Estádio Olímpico Atahualpa, Quito           |
| 17:00 (UTC-5)         | Valencia 68' | Relatório | Suárez 69' · Forlán 90+3' (pen) | Público: 42,700 Árbitro: BRA Sálvio Spínola |

| 10 de outubro de 2009 | Venezuela  | 1 – 2     | Paraguai                  | Polideportivo Cachamay, Puerto Ordaz        |
| 17:30 (UTC-4:30)      | Rondón 85' | Relatório | Cabañas 56' · Cardozo 80' | Público: 41,680 Árbitro: CHI Carlos Chandía |

| 10 de outubro de 2009 | Argentina                   | 2 – 1     | Peru        | Estádio Monumental de Nuñez, Buenos Aires |
| 19:00 (UTC-3)         | Higuaín 48' · Palermo 90+2' | Relatório | Rengifo 89' | Público: 38,019 Árbitro: BOL René Ortubé  |

| 11 de outubro de 2009 | Bolívia                   | 2 – 1     | Brasil     | Estádio Hernando Siles, La Paz          |
| 16:00 (UTC-4)         | Olivares 10' · Moreno 32' | Relatório | Nilmar 70' | Público: 16,557 Árbitro: CHI Pablo Pozo |

### Décima oitava rodada
| 14 de outubro de 2009 | Peru     | 1 – 0     | Bolívia | Estádio Monumental, Lima              |
| 15:00 (UTC-5)         | Fano 54' | Relatório |         | Público: 4,373 Árbitro: VEN Juan Soto |

| 14 de outubro de 2009 | Brasil | 0 – 0     | Venezuela | Estádio Morenão, Campo Grande                |
| 18:00 (UTC-4)         |        | Relatório |           | Público: 30,000 Árbitro: PER Víctor Carrillo |

| 14 de outubro de 2009 | Chile     | 1 – 0     | Equador | Estádio Monumental David Arellano, Santiago |
| 19:00 (UTC-4)         | Suazo 53' | Relatório |         | Público: 47,000 Árbitro: PAR Carlos Torres  |

| 14 de outubro de 2009 | Uruguai | 0 – 1     | Argentina   | Estádio Centenário, Montevidéu               |
| 20:00 (UTC-3)         |         | Relatório | Bolatti 84' | Público: 50,000 Árbitro: PAR Carlos Amarilla |

| 14 de outubro de 2009 | Paraguai | 0 – 2     | Colômbia                  | Estádio Defensores del Chaco, Assunção         |
| 20:00 (UTC-4)         |          | Relatório | Ramos 61' · Rodallega 80' | Público: 17,503 Árbitro: BRA Paulo de Oliveira |

## Repescagem intercontinental
O Uruguai finalizou em quinto lugar as eliminatórias da América do Sul e disputou uma vaga na Copa do Mundo contra a Costa Rica, equipe quarta colocada das eliminatórias da América do Norte, Central e Caribe, em jogos de ida e volta. As partidas realizaram-se em 14 e 18 de novembro de 2009. A ordem dos confrontos foi definida no Congresso da FIFA realizado em 2 de junho de 2009 em Nassau, nas Bahamas.
| Equipe 1   | Total | Equipe 2 | 1.º jogo | 2.º jogo |
| ---------- | ----- | -------- | -------- | -------- |
| Costa Rica | 1–2   | Uruguai  | 0–1      | 1–1      |

Resultados
| 14 de novembro de 2009 | Costa Rica | 0 – 1     | Uruguai    | Estádio Ricardo Saprissa Aymá, San José      |
| 20:00 (UTC-6)          |            | Relatório | Lugano 21' | Público: 19,500 Árbitro: ESP Alberto Undiano |

| 18 de novembro de 2009 | Uruguai   | 1 – 1     | Costa Rica  | Estádio Centenário, Montevidéu               |
| 21:00 (UTC-2)          | Abreu 70' | Relatório | Centeno 74' | Público: 55,000 Árbitro: SUI Massimo Busacca |

## Artilharia
| 10 gols (1) - CHI Humberto Suazo 9 gols (1) - BRA Luís Fabiano 8 gols (1) - BOL Joaquín Botero 7 gols (1) - BOL Marcelo Moreno - URU Diego Forlán 6 gols (2) - PAR Salvador Cabañas - VEN Giancarlo Maldonado 5 gols (5) - BRA Kaká - BRA Nilmar - PAR Nelson Haedo Valdez - URU Luis Suárez - URU Sebastián Abreu 4 gols (7) - ARG Juan Román Riquelme - ARG Lionel Messi - ARG Sergio Agüero - BRA Robinho - CHI Matías Fernández - ECU Edison Méndez - URU Carlos Bueno 3 gols (11) - CHI Alexis Sánchez - COL Jackson Martínez - ECU Cristian Benítez - ECU Walter Ayoví - PAR Cristian Riveros - PAR Roque Santa Cruz - PER Johan Fano - URU Diego Lugano - VEN José Manuel Rey - VEN Juan Arango - VEN Nicolás Fedor | 2 gols (18) - BOL Ronald García - BRA Júlio Baptista - COL Rubén Bustos - CHI Fabián Orellana - CHI Gary Medel - CHI Gonzalo Jara - CHI Marcelo Salas - COL Hugo Rodallega - ECU Antonio Valencia - ECU Christian Noboa - ECU Iván Kaviedes - PAR Óscar Cardozo - PAR Paulo da Silva - PER Hernán Rengifo - PER Juan Manuel Vargas - URU Sebastián Eguren - VEN Daniel Arismendi - VEN Ronald Vargas 1 gol (54) - ARG Carlos Tévez - ARG Daniel Díaz - ARG Esteban Cambiasso - ARG Gabriel Milito - ARG Gonzalo Higuaín - ARG Jesús Dátolo - ARG Lucho González - ARG Mario Bolatti - ARG Martín Palermo - ARG Maxi Rodríguez - ARG Rodrigo Palacio - BOL Álex da Rosa - BOL Didi Torrico - BOL Edgar Olivares - BOL Gerardo Yecerotte - BOL Juan Carlos Arce - BRA Adriano - BRA Daniel Alves - BRA Elano - BRA Felipe Melo | 1 gol (continuação) - BRA Juan - BRA Luisão - BRA Ronaldinho - BRA Vágner Love - CHI Arturo Vidal - CHI Ismael Fuentes - CHI Jean Beausejour - CHI Jorge Valdivia - CHI Marco Estrada - CHI Rodrigo Millar - CHI Waldo Ponce - COL Adrián Ramos - COL Dayro Moreno - COL Giovanni Moreno - COL Macnelly Torres - COL Radamel Falcao García - COL Teófilo Gutiérrez - COL Wason Rentería - ECU Carlos Tenorio - ECU Felipe Caicedo - ECU Isaac Mina - ECU Jefferson Montero - ECU Pablo Palacios - ECU Patricio Urrutia - PAR Edgar Benítez - PAR Néstor Ayala - PER Piero Alva - PER Andrés Mendoza - PER Juan Carlos Mariño - URU Vicente Sánchez - URU Andrés Scotti - VEN Alejandro Guerra - VEN Alejandro Moreno - VEN Alexander Rondón Gol contra (4) - ARG Gabriel Heinze (para o Paraguai) - BOL Ronald Rivero (para a Venezuela) - VEN Juan Fuenmayor (para a Peru) |

Fonte: 

### Citadas
1. ↑  UOL Esporte (24 de novembro de 2008). «Fifa suspende Federação Peruana de competições internacionais». Consultado em 9 de outubro de 2009
2. ↑  CONMEBOL.com (24 de novembro de 2008). «Perú momentáneamente inhabilitado para toda competición» (em espanhol). Consultado em 9 de outubro de 2009[ligação inativa]
3. ↑  CONMEBOL.com (20 de dezembro de 2008). «La FIFA levanta la suspensión a la Federación Peruana de Fútbol» (em espanhol). Consultado em 9 de outubro de 2009[ligação inativa]
4. ↑  FIFA.com (2 de junho de 2008). «Intercontinental play-off dates confirmed» (em inglês). Consultado em 9 de outubro de 2009
5. ↑  FIFA.com. «Artilharia da CONMEBOL»

### Gerais
- «FIFA and CONMEBOL agree preliminary competition format and venues» (em inglês)